# Myrmecophilus formosanus
Myrmecophilus formosanus är en insektsart som beskrevs av Tokuichi Shiraki 1930. Myrmecophilus formosanus ingår i släktet Myrmecophilus och familjen Myrmecophilidae. Inga underarter finns listade i Catalogue of Life.